# Riccardo Picchio
Riccardo Picchio (7. September 1923 in Alessandria – 13. August 2011 in New Haven) war ein italienischer Sprachwissenschaftler und Slawist. Er war Mitherausgeber der Jahresausgabe Ricerche slavistiche.

## Leben
Riccardo Picchio wuchs in Alessandria auf und besuchte dort Schule. 1941 ging sein Vater, der Rechtsanwalt und leidenschaftlicher Hobbyletterat war, mit der Familie nach Rom, um dort als Journalist und Übersetzer literarischer Werke zu arbeiten. In Rom schrieb sich Picchio an der geisteswissenschaftlichen Fakultät der Universität La Sapienza ein, um dort, inspiriert von der Vorliebe seines Vaters für deutsche Literatur, Germanistik zu studieren. Seine Neugier trieb ihn jedoch bald zu anderen Sprachen. Insbesondere interessierte ihn die Bulgarische Sprache. 1942 begann er dank eines Stipendiums ein Studium in Sofia. Da er nicht Mitglied des faschistischen Studentenbundes GUF war, musste er seinen Aufenthalt in Bulgarien jedoch vorzeitig beenden.
Nach Kriegsende begann er für die Zeitungen La Voce repubblicana und L’Avanti zu arbeiten. Für die sozialistische L’Avanti recherchierte er 1946 im KZ Auschwitz. Im gleichen Jahr schloss er sein Studium mit der Laurea ab. In seiner Abschlussarbeit befasste er sich mit dem konservativen Westler und bulgarischen Dichter Pentscho Slawejkow. Von 1947 bis 1949 war der mittlerweile mit der Slawistin Lavinia Borriero verheiratete Picchio als italienischer Lektor an der Universität Warschau tätig.
1949 ging er nach Paris, um am Institut national des langues et civilisations orientales seine Studien zur Slawistik zu vertiefen. 1951 kehrt er nach Italien zurück und begann mit Giovanni Maver, dem Vater der italienischen Slawistik, zusammenzuarbeiten. Mit Maver arbeitete er an der 1952 erstmals erschienen Fachzeitschrift Ricerche slavistiche, deren Redaktion er ab 1954 angehörte und deren Leitung er 1970 nach dem Tod Mavers zusammen mit Ettore Lo Gatto und Sante Graciotti übernahm.
Von 1953 bis 1961 lehrte er an der Universität Florenz russische Literatur und von 1959 bis 1961 slawische Philologie an der Universität Pisa. Die Veröffentlichung seiner Arbeit zur Geschichte der altrussischen Literatur (italienisch Storia della letteratura russa antica) 1959 stellte einen Meilenstein in seiner Karriere als Slawist dar. Das Werk wurde in mehreren Auflagen mit leicht abgeänderten Titel veröffentlicht und in mehrere Sprachen übersetzt, unter anderem ins Russische. Mit der Arbeit machte er sich auch als  Mediävist der russischen Geschichte einen Namen. In den gleichen Jahren arbeitete er auch die Konzepte Slavia ortodossa und Slavia Romana aus.
1961 übernahm er den Lehrstuhl für slawische Philologie an der Sapienza in Rom von Giovanni Maver. Zugleich vertrat er bis 1968 Italien im internationale Komitee der Slawisten. Ab Mitte der 1960er Jahre begann Picchio, an verschiedenen US-amerikanischen Universitäten zu lehren, zunächst an der Columbia University in New York City und später an der Yale University. 1971 ließ er sich definitiv als Dozent für mittelalterliche slawische Literatur in New Haven nieder. In seinem neuen Umfeld kam er in Kontakt mit bedeutenden in den USA tätigen Slawisten wie Roman Ossipowitsch Jakobson. Der Austausch leitete eine neue Phase in seiner wissenschaftlichen Arbeit ein und war zugleich ein wichtiger Impuls für die weitere Entwicklung der slawischen Philologie in den USA. Während seiner Zeit in Yale publizierte er mit Studi sulla questione della lingua presso gli Slavi (1972) und Aspects of the Slavic language question in zwei Bänden (1984) zwei weitere wichtige Arbeiten seiner wissenschaftlichen Tätigkeit.
1985 kehrte er nach Italien zurück und lehrte bis zu seiner Pensionierung 1993 an der Universität Neapel L’Orientale bulgarische sowie russische Sprache und Literatur. Seine Arbeit als Autor und Herausgeber setzte er auch in Neapel fort. Die letzten Lebensjahre Picchios waren von der Parkinson-Krankheit gekennzeichnet, die ihn immer mehr einschränkte. 2006 reiste er trotz seiner fortgeschrittenen Krankheit noch einmal in die USA. Sein zunehmend schlechter werdender Gesundheitszustand verhinderte eine Rückkehr nach Italien. Er starb am 13. August 2011 in New Haven, kurz nachdem seine zweite Ehefrau, die Romanistin Maria Simonelli, die er 1968 in Rom kennen gelernt hatte, gestorben war.
Die Romanistin und Lusitanistin Luciana Stegagno-Picchio ist seine Schwester.

## Werke (Auswahl)
- Il sarmatismo polacco. Note di storia della cultura barocca. In: Nova Historia Nr. 14, November 1951.
- Storia della letteratura russa antica. Nuova accademia, Mailand 1959.
- La letteratura russa antica. Sansoni, Florenz 1967.
- als Herausgeber Studi sulla questione della lingua presso gli slavi. Edizioni dell’Ateneo, Rom 1972.
- Letteratura della Slavia ortodossa: 9.-18. sec. Dedalo, Bari 1991, ISBN 88-220-0530-9.